# غبار

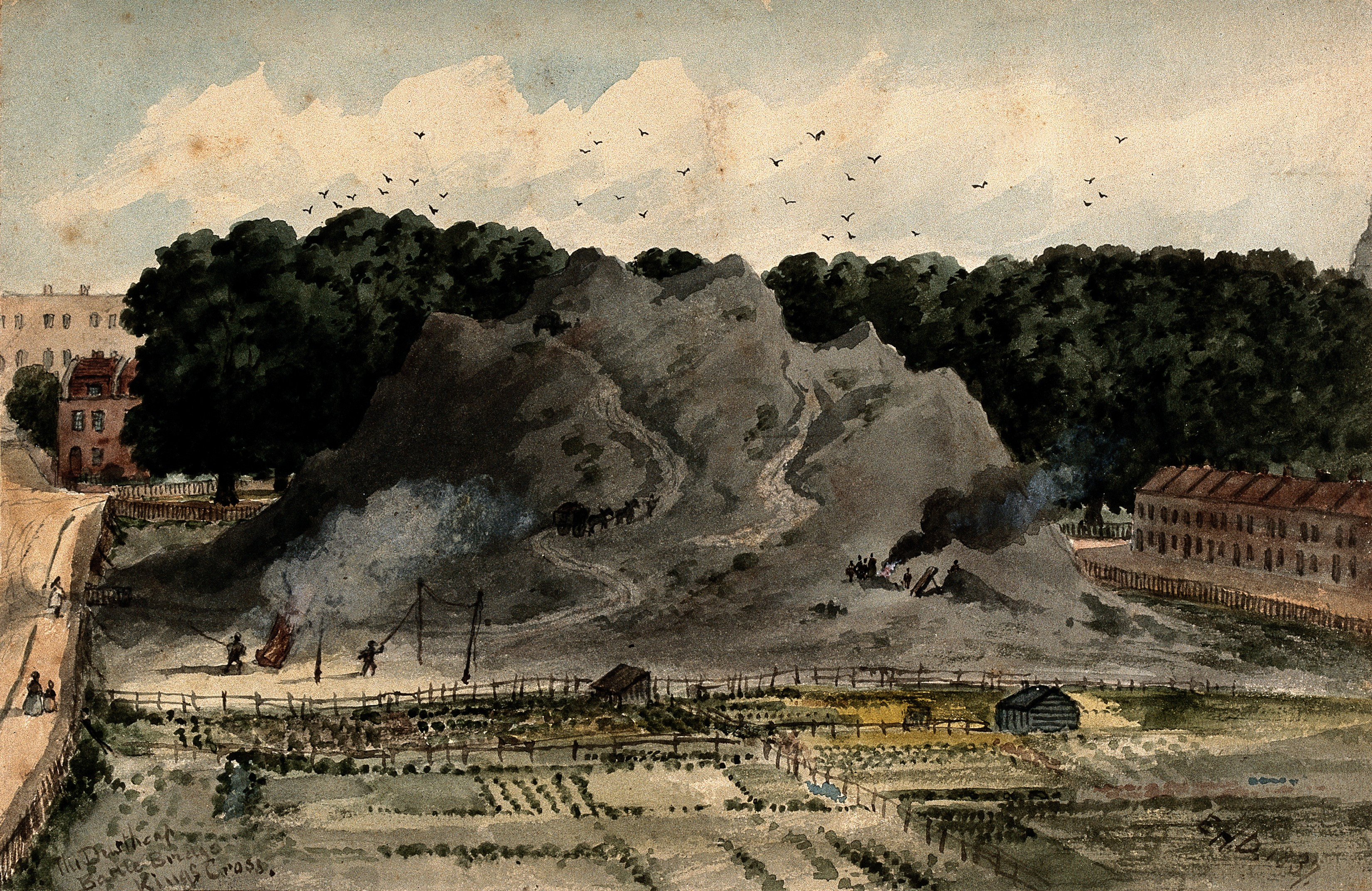
تپه غباری بزرگ لندن در پل نبرد در سال ۱۸۳۶، در کنار بیمارستان آبله

غبار، چرک یا کثیفی (به انگلیسی: Dirt) هر چیزی است که ناپاکیزه یا ناپاک تلقی می‌شود، به‌ویژه هنگامی که با لباس، پوست یا دارایی شخص تماس داشته باشد. در چنین مواردی گفته می‌شود که آنها کثیف می‌شوند. انواع متداول کثیفی عبارتند از:
- زباله: قطعه‌های پراکنده زباله یا بقایا
- گرد و غبار: پودری از مواد آلی یا معدنی
- پلیدی: مواد ناپاک مانند مدفوع
- گریم: گرد و غبار سیاه و ریشه‌دار مانند دوده
- خاک: ترکیبی از خاک رس، ماسه و هوموس که در بالای سنگ بستر قرار دارد. اصطلاح «خاک» ممکن است برای اشاره به مواد ناخواسته یا کثیفی که بر روی سطوحی مانند لباس رسوب می‌کنند استفاده شود.